# Буитраго, Рикардо
Рикардо Энрике Буитраго Медина (исп. Ricardo Enrique Buitrago Medina; 10 марта 1985, Панама, Панама) — панамский футболист, центральный полузащитник клуба «Хуан Аурич» и сборной Панамы.

## Карьера

### Клубная карьера
Начал футбольную карьеру в клубе «Пласа Амадор» из своего родного города. Дебютный матч сыграл в 18-летнем возрасте в 2004 году, однако твёрдым игроком основы стал только с 2007 года. В 2008 году впервые уехал выступать за границу, в колумбийский «Депортес Киндио», в котором за два года провёл лишь шесть матчей. В дальнейшем неоднократно возвращался в родной клуб, в его составе несколько раз выигрывал серебро и бронзу чемпионата Панамы.
В феврале 2012 года перешёл в испанский «Эльче», выступал за вторую команду клуба. За основную команду сыграл один матч в Кубке короля, 12 сентября 2012 года против «Кордовы». 31 января 2013 года контракт с футболистом был разорван. До окончания сезона 2012/13 Буитраго выступал за испанский клуб пятого дивизиона «Альморади», затем вернулся на родину.
В 2014 году панамец выступал за коста-риканский клуб «Картахинес». С сентября 2015 года играет за перуанский «Хуан Аурич», с которым подписал контракт до конца 2017 года.

### Карьера в сборной
В 2005 году Буитраго принимал участие в молодёжном чемпионате мира, проходившем в Нидерландах, на турнире сыграл один матч, проигранный 1:4 Китаю.
В составе первой сборной страны дебютировал 8 сентября 2010 года в игре против Тринидада и Тобаго. 7 октября 2011 года в матче против Доминики забил свой первый гол за сборную.
В 2016 году вошёл в состав сборной для участия в Кубке Америки. На турнире сыграл один матч — 14 июня 2016 года против Чили.

## Личная жизнь
Отец футболиста, Рикардо Буитраго-старший, также играл в футбол и выступал за национальную сборную, а по окончании карьеры работал в структуре клуба «Пласа Амадор». Он носил прозвище «Halcon» (Сокол), поэтому его сына прозвали «Halconcito» (Соколёнок).